# 밤쉘: 세상을 바꾼 폭탄선언
《밤쉘: 세상을 바꾼 폭탄선언》(영어: Bombshell)은 2019년에 개봉한 미국의 전기 드라마 영화이다. 제이 로치가 감독을 맡았으며, 폭스 뉴스 채널의 여직원들과 창립자 로저 에일스 관련 사건을 다룬 작품이다.

## 줄거리
판단은 날카롭게, 외침은 당당하게, 행동은 과감하게!
대선 후보 토론회에서 트럼프와 설전을 벌인 폭스 뉴스의 간판 앵커 메긴 켈리(샬리즈 세런 분)는 트럼프의 계속되는 트위터 공격으로 화제의 중심에 선다.
한편, 동료 앵커인 그레천 칼슨(니콜 키드먼 분)은 ‘언론 권력의 제왕’이라 불리는 폭스 뉴스 회장을 고소하고 이에 메긴은 물론, 야심 있는 폭스의 뉴페이스 케일라 포스피실(마고 로비 분) 역시 충격을 감추지 못하는데…
최대 권력을 날려버릴 폭탄선언
이제 이들의 통쾌하고 짜릿한 역전극이 시작된다!

## 출연
- 샬리즈 세런 - 메긴 켈리 역
- 니콜 키드먼 - 그레천 칼슨 역
- 마고 로비 - 케일라 포스피실 역
- 존 리스고 - 로저 에일스 역
- 케이트 매키넌 - 제스 카 역
- 코니 브리턴 - 베스 에일스 역
- 맬컴 맥다월 - 루퍼트 머독 역
- 앨리슨 재니 - 수전 에스트리치 역
- 롭 딜레이니 - 길 노먼 역
- 마크 두플라스 - 더글러스 브런트 역
- 리브 휴슨 - 릴리 베일린 역
- 브리젯 런디페인 - 줄리아 클라크 역
- 리처드 카인드 - 루디 줄리아니 역
- 스티븐 루트 - 닐 멀린 역
- 로빈 와이거트 - 낸시 스미스 역
- 마크 모지스 - 빌 샤인 역
- 홀랜드 테일러 - 페이 역
- 브룩 스미스 - 아이리나 브리갠티 역
- 벤 로슨 - 라클런 머독 역
- 조시 로슨 - 제임스 머독 역
- 얼라나 우바크 - 지닌 피로 역
- 브리 콘던 - 킴벌리 길포일 역
- 케빈 도프 - 빌 오라일리 역
- 마이클 부이 - 브렛 베이어 역
- 마크 에번 잭슨 - 크리스 월리스 역
- 앤 램지 - 그레타 밴서스터런 역
- 트리샤 헬퍼 - 앨리신 캐머로타 역
- 제니퍼 모리슨 - 줄리엣 허디 역
- 애슐리 그린 - 애비 헌츠먼 역
- 리사 캐닝 - 해리스 포크너 역
- 엘리자베스 롬 - 마사 매캘럼 역
- 앨리스 이브 - 에인즐리 에어하트 역
- P. J. 번 - 닐 커부토 역
- 토니 플라나 - 허랄도 리베라 역
- 나자닌 보니아디 - 루디 백티아 역
- 스펜서 개릿 - 숀 해니티 역